# Río Linda (California)
Río Linda es un lugar designado por el censo ubicado en el condado de Sacramento en el estado estadounidense de California. En el año 2000 tenía una población de 10,466 habitantes y una densidad poblacional de 737 personas por km². Río Linda forma parte del área metropolitana de Sacramento.

## Geografía
Río Linda se encuentra ubicado en las coordenadas 38°41′25″N 121°27′14″O / 38.69028, -121.45389. Según la Oficina del Censo, la ciudad tiene un área total de 14,2 km² (5,5 mi²), de la cual 14,2 km² (5,5 mi²) es tierra y 0 km² (0 mi²) (0%) es agua.

## Demografía
Según la Oficina del Censo en 2000 los ingresos medios por hogar en la localidad eran de $44,026, y los ingresos medios por familia eran $45,272. Los hombres tenían unos ingresos medios de $38,178 frente a los $29,504 para las mujeres. La renta per cápita para la localidad era de $17,656.. Alrededor del 14.1% de la población estaban por debajo del umbral de pobreza.